# 朱孔模
朱孔模（？—？），湖北襄陽府均州人，清朝政治人物。

## 生平
道光二十三年（1843年）癸卯科湖北鄉試舉人，二十七年（1847年）丁未科三甲進士，與張之萬、沈桂芬、李鴻章、沈葆楨等同科。三十年（1850年）五月署直隸欒城縣知縣，六月離任。